# 伍詠薇
伍詠薇（1969年2月24日—），香港女歌手、演員及主持，曾為亞洲電視、無綫電視及邵氏兄弟藝人。她於1989年參選亞洲小姐競選
，並獲「最上鏡小姐」名銜。伍詠薇於1989年參選亞洲小姐競選時被傳媒封為該屆頂頭大熱，後同年簽約亞洲電視而出道，在亞洲電視任職初期便被公司點名力捧並順利成為該台的當家花旦，1994年約滿後為了開始歌唱事業而轉投無綫電視，後於2013年因為無綫高層發生糾紛而提早解約，同年恢複自由身後接拍內地劇集，2016年為有線電視主持飲食節目《伍姑娘真識食》，2017年接拍邵氏兄弟及優酷的時裝警匪網絡劇《飛虎之潛行極戰》。
伍詠薇於1999年在加拿大與從事廣告業的練海棠結婚，兩人由黎姿介紹認識，當時雙方僅認識了八個月。其兄長伍經衡為著名補習天王，她本身亦是遵理學校的榮譽校董。2020年与邵氏兄弟簽約而重返無綫電視，隨後於2021年約滿。直至2023年3月正式簽約加盟英皇娛樂。

## 背景

### 早年生活
伍詠薇小時候在香港島西環觀龍樓長大，自幼家貧。她的母親打兩份工，一份是洗碗碟，另一份是做清潔工人；而父親就在葵涌一間五金工廠當會計文員。她家中有3兄弟姊妹，她最小，上有兩名胞兄，其中大哥是補習天王伍經衡。伍詠薇早年就讀觀龍書院幼稚園（1974年畢業）、聖公會呂明才紀念小學和香港聖瑪加利女書院（當時被派到升中第一志願時正值該校前身玫瑰女子中學賣盤而變成了香港聖瑪加利女書院）。她自言不喜歡讀書，在四年班之後數學科從未合格過，而且因此常被哥哥罵。就讀香港聖瑪加利女書院時曾因為貪玩而經常被記過。又因為外貌給同學一種傲慢的感覺、家境貧窮且缺乏自信，所以不敢正面望人。她當時把一邊頭髮剷青，結果被十四個女同學圍著打。伍詠薇在14歲的時候加入過黑社會，以為可以跟老大欺負同學。但是反黑組的警員有一天到她的班房敲門，並帶她去中央警署認人，最後要母親來簽口供紙。伍詠薇先於香港聖瑪加利女書院位於堅道的校舍就讀中一至中三，再在學校位於必列者士街的正校完成高中課程。其首次於1985年參加會考時的成績不及格，之後於1985年至1986年在夜校重讀1年仍然未能通過公開試。她其後讀了一年商科便於1987年任職辦公室接待員。在參選亞洲小姐競選前，伍詠薇並不認識李道洪。因翁江培是李道洪好友關係，翁江培負責安排伍詠薇參選。於是報稱她是李道洪公司的行政及會計文員。

### 入行經過
1989年，伍詠薇參加亞洲小姐競選，並在當年被傳媒视為該屆大熱。結果她於準決賽奪得「最上镜小姐」獎項，並於決賽當晚打入前五名，但是最後落選三甲。根據亞洲電視所提供的官方資料，伍詠薇應是1989年「亞洲小姐」的第五名。當選後不久被藝能製作老闆張國忠推薦拍攝電影《至尊計狀元才》，翌年正式加入亞洲電視拍攝劇集，並演唱部分亞視劇集歌曲，直到1994年約滿後離開。同年轉投無綫電視。
與張家輝一樣，早年伍詠薇於簽約亞視期間曾被借調至無綫電視，亮相惡搞節目《笑星救地球》。至1994年TVB出現人才荒，當時活躍的當家花旦不是轉戰影壇，就是轉投亞洲電視，於是她才正式簽約TVB，參演電視劇《女人週記》，其後一度加入兒童節目主持。1995年正式加入樂壇，推出首張專輯《不想愛失去》即獲得白金銷量，並以樂壇人氣新星的身份奪得新城勁爆頒獎禮新登場女歌手銀獎、十大勁歌金曲頒獎典禮最受歡迎新人獎銀獎及十大中文金曲頒獎典禮最有前途新人獎銀獎，成績不俗。

### 演藝事業
1996年，伍詠薇在TVB重頭劇《天地男兒》首度擔正女主角之一，飾演鄭少秋的妻子，該劇播出後贏盡不少好評，其後一度離開無綫。在1998年重返無綫後，曾在《醫神華佗》、《無業樓民》及《街市的童話》擔正第一女主角，其後與佘詩曼及滕麗名等成為無綫力捧的當家花旦。
2005年10月她與無綫電視轉簽經理人合約，其後在電視劇《刑事情報科》、《緣來自有機》再度擔正第一女主角。2008年與薛家燕合作的民初電視劇《銀樓金粉》飾演背景淒慘的三太太一角，演技再度贏盡好評，對此更榮獲提名《萬千星輝頒獎典禮2008》我最喜愛的電視女角色最後十強。
2010年向無綫電視請假一年，暫停拍劇，以經營其代理的美容產品。她主演的電視劇《翻叮一族》也順利播出。2011年首次嘗試主持工作，與阮兆祥合作的《變身男女Chok Chok Chok》的收視及口碑均獲得好評，她與阮兆祥風趣鬼馬的主持風格令他們榮獲提名《萬千星輝頒獎典禮2011》最佳節目主持。
2012年3月闊別電視劇多年的伍詠薇再度拍劇，拍攝重頭劇《金枝慾孽貳》，與視后級人馬鄧萃雯及蔡少芬2人首次合作，擔正三大女主角之一，首次挑戰大反派角色钮祜禄·宛琇（淳太妃、淳貴太妃），其演技迴響好評如潮，更是自1997年推出最後個人大碟後，相隔近20年再度開金口演唱劇集主題曲《紅孽》及片尾曲《紫禁飄謠》，普遍被網民評論其聲線餘韻不凡，再度贏盡好評。同年拍攝2013年台慶劇《法外風雲》後與無綫結束經理人合約，改簽兩年部頭合約，但一直沒有開劇。
2013年，伍詠薇決定提早解約離開無綫，結束與無綫十九年之賓主關係，據她的自述提早解約的原因為她被女高層侮辱及踐踏其自尊，因而提早解約，轉往中國大陸發展。2017年，她以自由身拍攝邵氏網劇《飛虎之潛行極戰》，擔任第一女主角，與苗僑偉、張兆輝、王敏德等好戲之人合作。2018年3月30日，伍詠薇自從1994年離開亞視後首次於出席A記同學會與前亞視工作過的工作人員飯聚，出席者有同屆亞洲小姐及現時服務無綫電視的袁潔儀，還有江美儀及袁文傑。

### 感情生活
1989年，她在《Cosmopolitan》雜誌周年派對上認識了香港安永會計師事務所高級合夥人翁江培。1990年12月，年僅21岁的伍咏薇與他結婚，婚禮在麗晶酒店舉行。但結婚13日之後，翁江培便突然因心臟病发在深圳離世。
1999年7月1日，伍咏薇在溫哥華与香港广告界名人练海棠结婚。而她和練氏的認識是基於黎姿接受當時是《號外》作者的練海棠訪問，黎氏想介紹他給伍詠薇認識。在練氏推卻了半年之後，他就與伍詠薇認識了。
2016年，練海棠被指背妻偷食，伍詠薇於2018年接受訪問時承認愛情曾掀起風波，她更坦言遇上波折，而幸好大家因此學會溝通，而事後老公最佩服她的包容能力。

## 軼聞
- 她和翁江培雖然相處了只有一年半的時間，但她自言對她來說那是愉快美妙的日子。在翁氏逝世當日晚上十二點，她在深圳登台唱歌。翁氏突然間心臟病發，被送去醫院電擊心臟搶救。當她趕到醫院時，醫生宣佈翁氏已經死亡。對此，伍詠薇覺得非常傷心。翌日早上，她住在登台的簡陋酒店外面有一大班記者大力拍門，質問她收到幾多錢遺產。而事實是傳媒所指她收到一億七千萬遺產純屬子虛烏有，因為她當時的收入是負數和欠十幾萬卡數，存摺是沒有錢的。[15]
- 伍詠薇經歷過精神幾乎崩潰的狀態，又想過自殺。後來她向撒瑪利亞防止自殺會求助。此後在1991至1993年，她時常放縱自己，到Disco喝酗酒，又曾吸食大麻。[15]
- 她曾經戀上丈夫練海棠好朋友的丈夫，但因為自己知錯且獲得對方的妻子原諒。所以直到現在該對夫婦仍然是伍詠薇和練海棠的好朋友。當伍、練二人結婚時，該對夫婦協助他們打點婚禮事宜。[15]

## 演出作品

### 電視劇（無綫電視）
| 首播                  | 劇名                     | 角色                            |
| --------------------- | ------------------------ | ------------------------------- |
| 1994年                |                          |                                 |
| 10月18日-10月26日     | 女人週記II之無名分的媽媽 | Joyce                           |
| 1995年                |                          |                                 |
|                       | 包青天之真假牌坊         | 朱惠娘                          |
| 3月6日-3月31日        | 金牙大狀（貳）           | 方甜影／唐冠石                  |
| 1996年                |                          |                                 |
| 2月5日-4月26日        | 天地男兒                 | 羅惠芳（Rebecca）               |
| 2000年                |                          |                                 |
| 1月3日-1月29日        | 無業樓民                 | 羅繡蘭（Susan/Sue）             |
|                       | 醫神華陀                 | 張妙心                          |
| 7月10日-8月4日        | 大囍之家                 | 高 嵐（Amanda）                 |
| 2004年                |                          |                                 |
| 3月21日               | 電視電影 - 歷劫驚濤      | 楊寶兒                          |
| 4月18日-5月16日       | 廉政行動2004             | Anna                            |
| 7月19日-9月12日       | 大唐雙龍傳               | 傅君婥／傅君瑜                  |
| 2005年                |                          |                                 |
| 6月22日-7月16日       | 奪命真夫                 | 余素心（Susan）                 |
| 7月18日-8月12日       | 我的野蠻奶奶             | 龍巧巧（巧姨）                  |
| 7月31日-2006年2月5日  | 窈窕熟女                 | 陳邦妮（Bonnie）                |
| 2006年                |                          |                                 |
| 1月2日-1月27日        | 謎情家族                 | 司徒珊                          |
| 4月10日-2007年3月10日 | 高朋滿座                 | 章悅滿（Frances）               |
| 8月14日-9月8日        | 刑事情報科               | 程美麗（Emily）                 |
| 9月15日-11月9日       | 街市的童話               | 蘇由美（Ruby）                  |
| 2007年                |                          |                                 |
| 6月11日-7月6日        | 緣來自有機               | 葉滿枝（Stella）                |
| 12月3日-12月28日      | 建築有情天               | 程慧儀（Winnie）                |
| 2008年                |                          |                                 |
| 4月28日-5月23日       | 銀樓金粉                 | 程秀杏（三太太）                |
| 2009年                |                          |                                 |
| 9月7日-10月18日       | 有營煮婦                 | 魯小美（May）                   |
| 12月14日-2010年1月8日 | 美麗高解像               | 姜展鳳（展鳳姐）                |
| 2010年                |                          |                                 |
| 9月20日-10月15日      | 翻叮一族                 | 利蓉姿（Kay）                   |
| 2013年                |                          |                                 |
| 4月22日-5月31日       | 金枝慾孽貳               | 钮祜禄·宛琇（淳太妃、淳貴太妃） |
| 10月14日-11月24日     | 法外風雲                 | 陸思凝（Sheila）                |
| 2022年                |                          |                                 |
| 4月4日-4月29日        | 金宵大廈2                | 李淑芬（芬姐）／文 太           |

### 電視劇（亞洲電視）
| 首播   | 劇名                  | 角色         | 備註                 |
| ------ | --------------------- | ------------ | -------------------- |
| 1989年 |                       |              |                      |
|        | 司機大佬              | 方小圓       | 加入亞視後首部個劇集 |
| 1990年 |                       |              |                      |
|        | 90都市情懷之流離之戀  |              |                      |
|        | 佳偶天成              | Florence     |                      |
|        | 還看今朝              | 宋庭         |                      |
|        | 再造繁榮              | 洛順         |                      |
| 1991年 |                       |              |                      |
|        | 豪門                  | 夏麗珠       |                      |
| 1992年 |                       |              |                      |
|        | 伯虎為卿狂            | 慕容秋／秋香 |                      |
|        | 勝者為王II之天下無敵  | 劉妙蓮       |                      |
|        | 今裝戲寶之阿蘭嫁阿瑞  | 譚卿蘭       |                      |
| 1993年 |                       |              |                      |
|        | 銀狐                  | 顏如玉       |                      |
|        | 勝者為王III之王者之戰 | 伶俐         |                      |
|        | 皇家警察實錄          |              |                      |
| 1994年 |                       |              |                      |
|        | 戲王之王              | 程小曼       |                      |
| 1997年 |                       |              |                      |
|        | 歸航                  | 那佳／楊思   |                      |
| 1998年 |                       |              |                      |
|        | 祝君早安              | 藍紅／藍青   |                      |

### 電視劇（邵氏兄弟）
| 2018年                             |                |                |
| 5月14日－6月22日（無綫電視翡翠台） | 飛虎之潛行極戰 | 盧曼娜（娜姐） |

### 電視劇（中國大陸）
| 2018年 |                |        |  |  |
|        | 玄門大師       | 狼太后 |  |  |
| 2025年 |                |        |  |  |
|        | 守誠者         | 韋志玲 |  |  |
| 待播映 |                |        |  |  |
|        | 女人香         | 齊貴妃 |  |  |
| 待播映 |                |        |  |  |
|        | 一身孤注掷温柔 | 戴夫人 |  |  |

### 電視劇（香港電台）
- 1992年：《屋簷下：幼吾幼》 飾 黃姑娘
- 1993年：《人間有情：情人節》 飾 太太
- 1994年：《獅子山下：讓戀愛終結》
- 1995年：《歲月流情：結》 飾 阿賢

### 電視劇（ViuTV）
- 2020年：《歎息橋》 飾 梁淑媛 (Catherine)

### 電影
- 1990年：《至尊計狀元才》饰 慕莲（第三女主角）
- 1992年：《衛斯理之老貓》饰 白素（第一女主角）
- 1993年：《重案組》饰 Lara
- 1994年：《神探磨辘》 饰 黄雪生（Susan）
- 1995年：《橫紋刀劈扭紋柴》飾 Barbara
- 1995年：《麻麻帆帆》 饰  May
- 1995年：《马路英雄II非法赛车》饰 Mandy
- 1995年：《炸弹情人》（女主角）
- 1996年：《国产雪蛤威龙》饰 Mona
- 1996年：《基佬四十》饰 谈丽泉
- 1996年：《誤人子弟》饰 多仔的MISS
- 1997年：《完全结婚手册》 饰 May
- 1997年：《飛一般愛情小說》 饰 Sabina (公車司機)
- 1997年：《97家有喜事》 饰 賢淑（第一女主角）
- 1997年：《冲上九重天》 饰 易祖慧
- 1997年：《陰陽路》 饰 May
- 1997年：《陰陽路2：我在你左右》 饰 Miu
- 1997年：《囍氣逼人》 饰 京京
- 1998年：《阴阳路之升棺发财》 饰 Gigi
- 1998年：《風雲雄霸天下》 饰 顏盈（女配角）
- 1998年：《9413》饰 Carmen Leung
- 1998年：《尖峰時刻》饰 空姐（客串）
- 1998年：《全職大盜》
- 1999年：《心猿意马》
- 1999年：《陰魂不散》饰 張太太  （第一女主角）
- 1999年：《自殺前14天》饰 伍太太（客串）
- 1999年：《爱情梦幻号》饰  Rose（客串）
- 2000年：《街女》
- 2001年：《困獸》 （第一女主角）
- 2002年：《魂魄唔齊》飾 娟姐 （第二女主角）
- 2014年：《喜愛夜蒲3》飾 May（第四女主角）
- 2016年：《江湖悲劇》飾 癲姐（第一女主角）
- 2018年：《3個綁匪7條心》飾 （第一女主角）
- 待定：《觸電》飾

### 主持節目

#### 亞洲電視
- 1989年：《亞洲太平洋歌唱比賽（香港區）》
- 1990年：《亞視同心創業年 — 創業獻光華》
- 1991年：忘我大匯演- 亞洲電視錄影廠
- 1993年：《未來偶像爭霸戰》

#### 無綫電視
- 1994年：《愛彼情懷金曲夜》
- 1995年：《皇冠群星金輝夜》
- 1995年：《博愛歡樂傳萬家》
- 1996年：《四海一心加港情》
- 2000年：《永安旅遊話你知：點解西葡咁好玩》
- 2001年：《永安旅遊話你知：點解南非咁好玩》
- 2001年：《佛善同頌結善緣》
- 2004年：《向男講向女講》
- 2005年：《博愛歡樂傳萬家》
- 2008年：《光影流情》
- 2010年：《香港先生選舉》
- 2011年：《變身男女Chok Chok Chok》
- 2011年：《中國達人秀 香港精英爭霸戰》
- 2012年：《2011年度十大勁歌金曲頒獎典禮》
- 2021年：《開心大綜藝》

#### 香港有線電視
- 2016年：《伍姑娘真識食》

#### ViuTV
- 2017年：《碌卡大導》
- 2020年：《埋嚟睇 埋嚟玩》

#### myTV SUPER
- 2020年：《Tiger's Talk》
- 2020年：《有玄就有機》

### 節目嘉賓

#### 無綫電視
1990年
- 《笑聲救地球》

1994年
- 《男人大丈夫》第7、8集
- 《開心番埋嚟》第6集

1995年
- 《花弗新世界》
- 《翡翠粵劇團 金鑽群星帝女花》
- 《運財智叻星》第16集
- 《無限關懷演唱會》
- 《三峽狀元爭霸戰》第3集
- 《人生交叉點》第24集
- 《潘婷健康護髮魅力SHOW》

1996年
- 《共創香港好明天》
- 《超級無敵獎門人》第5、29集
- 《博愛歡樂傳萬家》
- 《公益全港智叻星》第7集
- 《萬眾同心公益金》
- 《廣告大贏家》第7集

1997年
- 《金牛獻瑞慶團年》
- 《公益開心果》第4集
- 《超級無敵獎門人之再戰江湖》第5、10集
- 《蔡瀾人生真好玩》第10、11集

1998年
- 《蔡瀾遨遊伊斯坦堡》

1999年
- 《蔡瀾嘆世界》（意大利篇）
- 《公益金屋開心SHOW》第9集
- 《永安旅遊至叻至嘆系列 日本篇》

2000年
- 《智尊打吡賽》
- 《公益開心百萬SHOW》第11集
- 《六合彩繽紛廿五年》
- 《宇宙無敵獎門人》第8集

2001年
- 《好客香港攞滿FUN》
- 《博愛獎門人百集慶典同歡樂》

2004年
- 《爭金奪秒Get Set Go》
- 《繼續無敵獎門人》第1、29、37集

2005年
- 《百法百眾第2輯》第5集
- 《香港先生選舉》
- 《萬眾同心公益金》
- 《名曲滿天星第2輯》第13集

2006年
- 《美女廚房》
- 《香港先生選舉》
- 《問題娛樂圈》
- 《15/16》

2007年
- 《香港先生選舉》
- 《娛樂直播》

2008年
- 《香港先生選舉》
- 《萬千星輝頒獎典禮2008》
- 《萬千星輝賀台慶》
- 《無綫節目时刻向前2009》

2009年
- 《名人飯堂》
- 《農夫小儀嬉》
- 《美女廚房 (第二輯)》
- 《萬千星輝賀台慶》
- 《萬千星輝頒獎典禮2009》
- 《無綫繼續Good Show 2010》

2010年
- 《My Name Is 邦》
- 《今日VIP》
- 《更上一層樓》

2011年
- 《華麗明星賽》
- 《吹水同鄉會》
- 《May姐有請》

2013年
- 《今日VIP》
- 《超級無敵獎門人 終極篇》

2014年
- 《燭光晚餐》
- 《快樂聯盟》第2集

2015年
- 《今日VIP》3月6日
- 《今晚睇李》3月8日，9月13日
- 《兄弟幫》

2016年
- 《我愛香港》第17集

2019年
- 《娛樂大家》第2集

2021年
- 《麻雀鬥室三決一》第7、8集

2022年
- 《諸朋好友》第9集

#### 中國大陸
- 2013年3月8日：深圳衛視《年代秀》
- 2013年4月6日：深圳衛視《男左女右》

### 舞台劇
- 2015年3月20-29日（共十場）：《嬉春酒店》 飾演 崔銀嬌（第一女主角）

### 音樂錄像
- 1995年：伍詠薇《不想愛失去》
- 1995年：伍詠薇《失落於巴黎鐵塔下》
- 1996年：伍詠薇《愛仍然精彩》
- 1997年：草蜢《失樂園》
- 2014年：張智霖《尋開心》

### 其他
- 2017年：《碌卡大導》（ViuTV）

### 廣告
- 1989年:Club人頭馬特級干邑
- 1989年:富士菲林 (亞姐篇)

## 專輯
| 專輯 # | 專輯名稱   | 專輯類型  | 發行公司 | 發行日期       | 曲目 |
| ------ | ---------- | --------- | -------- | -------------- | --- |
| 1st    | 不想愛失去 | 大碟      | 百代唱片 | 1995年8月24日  | 曲目 1. 失落於巴黎鐵塔下（La Tour Eiffel） 2. 不如笑笑算了吧 3. 一天一天愛上你 4. 情到零時 5. 如今 6. 不想愛失去 7. 細水長流 8. 野薔薇 9. 變 10. 紅顏 |
| 2nd    | 不再在乎   | 大碟      | 百代唱片 | 1996年6月13日  | 曲目 1. 不再在乎 2. 我沒有哭過 3. 我在夢中給你打電話 4. 信不信由你 5. 愛仍然精采 6. 等的只是你（巫啟賢/伍詠薇合唱） 7. HOLA ADIOS 8. 彷彿仍是醉 9. 密實姑娘 10. 想起一個人                                                                                        |
| 3rd    | 意難平     | 新曲+精選 | 百代唱片 | 1997年12月19日 | 曲目 1. 意難平 2. 不再在乎 3. 失落於巴黎鐵塔下（La Tour Eiffel） 4. 不如笑笑算了吧 5. 愛仍然精采 6. 我沒有哭過 7. 我在夢中給你打電話 8. 彷彿仍是醉 9. 等的只是你（巫啟賢/伍詠薇合唱） 10. 一天一天愛上你 11. 如今 12. 不想愛失去 13. 變 14. 想起一個人 15. 野蔷薇 |

## 電視主題曲/插曲

### 亞洲電視
- 1991年：《再造繁榮》（亞視《再造繁榮》主題曲）
- 1993年：《再生天地》（亞視《銀狐》主題曲））
- 1993年：《（名稱不詳）》（亞視《銀狐》插曲）

### （無綫電視）
- 1995年：《不如笑笑算了吧》（無綫《金牙大狀（貳）》插曲）
- 1996年：《愛仍然精采》（無綫《天地男兒》插曲）
- 1997年：《意難平》（無綫《圓月彎刀》主題曲）
- 1997年：《圓月下你來依我》（無綫《圓月彎刀》片尾曲）
- 2006年：《細路仔》（無綫《高朋滿座》主題曲， 與鄭丹瑞、鍾景輝、盧宛茵、曹永廉、鄧上文、李思捷、鍾煌、苑瓊丹合唱）
- 2013年：《紅孽》（無綫《金枝慾孽貳》主題曲，陳豪獨白）
- 2013年：《紫禁飄謠》（無綫《金枝慾孽貳》片尾曲，與陳豪合唱）

## 派台歌曲成績
| 派台歌曲四台上榜最高位置 | 派台歌曲四台上榜最高位置         | 派台歌曲四台上榜最高位置 | 派台歌曲四台上榜最高位置 | 派台歌曲四台上榜最高位置 | 派台歌曲四台上榜最高位置 | 派台歌曲四台上榜最高位置       |
| ------------------------ | -------------------------------- | ------------------------ | ------------------------ | ------------------------ | ------------------------ | ------------------------------ |
| 唱片                     | 歌曲                             | 903                      | RTHK                     | 997                      | TVB                      | 備註                           |
| 1995年                   |                                  |                          |                          |                          |                          |                                |
| 不想愛失去               | 不如笑笑算了吧                   | 16                       | -                        | -                        | -                        | 無綫電視劇《金牙大狀(貳)》插曲 |
| 不想愛失去               | 失落於巴黎鐵塔下(La Tour Eiffel) | 14                       | 7                        | -                        | 2                        |                                |
| 不想愛失去               | 不想愛失去                       | -                        | -                        | -                        | -                        |                                |
| 1996年                   |                                  |                          |                          |                          |                          |                                |
| 不再在乎                 | 愛仍然精采                       | -                        | 15                       | -                        | 6                        | 無綫電視劇《天地男兒》插曲     |
| 不再在乎                 | 我沒有哭過                       | -                        | 12                       | -                        | -                        |                                |
| 不再在乎                 | 我在夢中給你打電話               | -                        | -                        | -                        | -                        |                                |
| 不再在乎                 | 彷彿仍是醉                       | -                        | -                        | -                        | -                        |                                |
| 不再在乎                 | 等的只是你                       | -                        | -                        | -                        | -                        | 與巫啟賢合唱                   |
| 1997年                   |                                  |                          |                          |                          |                          |                                |
| 意難平                   | 意難平                           | -                        | -                        | -                        | -                        | 無綫電視劇《圓月彎刀》主題曲   |

| 903 | RTHK | 997 | TVB | 備註              |
| 0   | 0    | 0   | 0   | 四台冠軍歌總數：0 |

## 無綫月曆
- 2000年 - 10月
- 2007年 - 9月
- 2008年 - 7月
- 2009年 - 9月

## 所獲獎項
| 年份   | 獎項                                                                      | 結果 |
| 1989年 | 亞洲小姐競選殿軍及最上鏡小姐                                              | 獲獎 |
| 1995年 | 勁歌金曲第三季季選 得獎歌曲《失落于巴黎鐵塔下》                           | 獲獎 |
| 1995年 | 1995年度新城勁爆頒獎禮 新登場女歌手 銀獎                                  | 獲獎 |
| 1995年 | 1995年度十大勁歌金曲頒獎典禮 最受歡迎新人獎 銀獎                          | 獲獎 |
| 1995年 | 1995年度十大中文金曲頒獎典禮 最有前途新人獎 銀獎                          | 獲獎 |
| 1998年 | Clarins完美肌膚大獎                                                       | 獲獎 |
| 1999年 | 十道光采名人選舉大獎                                                      | 獲獎 |
| 1999年 | The Most Charming Eyes Award (Cytact) 最迷人眼睛                          | 獲獎 |
| 1999年 | Beaute De Perfection of Method Jeanne Piaubert 完美肌膚大獎               | 獲獎 |
| 2000年 | Mademoiselle Silhouette Ideale of Method Jeanne Piaubert 完美肌膚體態大獎 | 獲獎 |
| 2000年 | Regene白滑真女人大獎                                                      | 獲獎 |
| 2001年 | 壹周刊-“十大健康之星大獎”                                                 | 獲獎 |
| 2001年 | “全城矚目壹雙壹對 – 最有品味壹對大獎”                                     | 獲獎 |
| 2004年 | 十大傑出衣著獎                                                            | 獲獎 |
| 2005年 | Triumph “最自然曲線體態獎”                                                | 獲獎 |
| 2005年 | Jessica Code – “最敢作敢為藝人大獎”                                       | 獲獎 |
| 2005年 | MioGGi – “Korean Premium Skin Care – Flawless Reborn Skin Award”          | 獲獎 |
| 2005年 | ESCADA – “Girl’s Best Friend – 最有女人味大獎”                            | 獲獎 |
| 2005年 | Medi Fast – “Medi Beauty – 健康光彩藝人大獎”                              | 獲獎 |
| 2005年 | Astro華麗台電視劇大獎2005“我的至愛非一般阿媽”（《大唐雙龍傳》 飾 傅君婥） | 獲獎 |